# Neomiodontidae
Neomiodontidae zijn een uitgestorven familie van tweekleppigen uit de superorde Imparidentia.